# 541 a.C.

## Eventos
- Os primeiros judeus começam a reconstruir Israel.
- Dá-se a regulamentação de um calendário igual para todo o Império Neobabilônico.
- Confúcio dá inicio aos seus estudos que terminam em 531 a.C. fez estudos para a vida militar e para a corte. Com 19 anos, encontra-se casado, é pai aos 20. Foi pai de uma única criança.